# منتخب جمهورية أيرلندا تحت 17 سنة لكرة القدم للسيدات
منتخب جمهورية أيرلندا تحت 17 سنة للسيدات لكرة القدم (بالإنجليزية: Republic of Ireland women's national under-17 football team)‏ هو ممثل جمهورية أيرلندا الرسمي في المنافسات الدولية في كرة القدم في فئة كرة قدم تحت 17 سنة للسيدات
.